# Bataille de Párkány
Grande guerre turque
Batailles
- Vienne
- Párkány
- Vác
- Buda (1)
- Érsekújvár
- Eperjes (en)
- Kassa
- Buda (2)
- Pécs
- Mohács
- Crimée (1)
- Belgrade (1)
- Batočina (en)
- Crimée (2)
- Niš
- Zărnești
- Kačanik
- Mytilène (en)
- Belgrade (2)
- Slankamen
- Belgrade (3)
- Îles Inousses
- Chios
- Zeytinburnu
- Azov
- Lugos
- Andros (1)
- Ulaş
- Cenei (en)
- Andros (2) (en)
- Zenta
- Podhajce
- Samothrace

La bataille de Párkány (turc : Ciğerdelen savaşı, hongrois : párkányi csata) est un affrontement de la grande guerre turque ayant eu lieu dans les environs de la petite ville de Párkány, faubourg d'Esztergom, en Hongrie ottomane (aujourd'hui, Štúrovo en Slovaquie) du 7 au 9 octobre 1683. Elle oppose les armées coalisées du Saint-Empire romain germanique et de la république des Deux Nations à l'armée de l'Empire ottoman.
Elle se déroule en deux phases. Durant la première phase, les troupes polono-lituaniennes dirigées par Jean III Sobieski sont défaites par l'armée ottomane dirigée par Kara Mehmed (en) le 7 octobre. Durant la seconde phase, l'armée polono-lituanienne, supportée par des renforts du Saint-Empire dirigés par Charles V de Lorraine, défait les Ottomans, pourtant soutenus par les troupes de Imre Thököly, et prend le contrôle de Párkány le 9 octobre.
Après cette victoire, l'armée impériale s'en va assiéger la ville d'Esztergom qu'elle capture à la fin de l'année 1683, après un court siège.

## Contexte
Le 1er mai 1683, l'Empire ottoman attaque l'archiduché d'Autriche et assiège Vienne le 14 juillet 1683, déclenchant la grande guerre turque. Le 6 septembre, l'armée polonaise dirigée par Jean III Sobieski arrive à Tulln, et s'unit aux troupes impériales ainsi qu'à des forces additionnelles venant de Saxe, Bavière, Bade, Franconie et Souabe ayant répondu à l'appel de la Sainte Ligue soutenue par le pape Innocent XI[réf. nécessaire].
L'armée ottomane totalisant environ 150 000 hommes dirigés par Kara Mustafa est finalement défaite le 11 septembre 1683. La majeure partie des troupes ottomanes battent alors en retraite dans les Balkans. Une partie de l'armée restante dirigée par Kara Mehmed se réfugie à Párkány, en Hongrie, où ils sont soutenus par Imre Thököly, un seigneur local[réf. nécessaire]. Les troupes polonaises de Jean III Sobieski les suivent alors afin de les défaire durant leur retraite.

## Première phase
Le 6 octobre 1683, l'armée polonaise arrive aux environs de Párkány. Les commandants présents requièrent la prudence, et suggèrent à la garde avancée de se reposer pour une journée. Cependant, Sobieski décide de surprendre l'armée ottomane en les attaquant avec sa cavalerie.
Le 7 octobre, l'armée polonaise alignant environ 5 000 soldats s'avance de manière désorganisée vers les positions ottomanes. Un régiment de dragons polonais dirige l'avancée, celle-ci est commandée par Stefan Bidziński. Soudainement, la cavalerie ottomane surgit et fonce sur l'armée en mouvement. Le régiment de dragons est complètement pris par surprise, n'ayant même pas le temps d'aligner ses mousquets, et est rapidement vaincu. Les survivants fuient en panique vers le corps principal de Sobieski, suivis de près par les cavaliers turcs, le forçant à battre hâtivement en retraite en direction de l'armée impériale située quelques kilomètres en arrière.
L'armée polonaise perd environ 1 000 soldats, seule l'intervention de la cavalerie impériale empêche les Ottomans d'infliger de plus grosses pertes.

## Seconde phase
Le 8 octobre, des renforts impériaux de 16 700 hommes dirigés par Charles V de Lorraine rejoignent l'armée polonaise. Kara Mustafa envoie, quant à lui, 8 000 cavaliers d'élite à Kara Mehmed.
Le 9 octobre, l'armée impériale forme trois lignes. Au centre sont positionnés 7 600 fantassins dirigés par Ernst Rüdiger von Starhemberg. L'armée polonaise est quant à elle positionnée sur les ailes, Jean III Sobieski dirigeant l’aile droite et Stanisław Jan Jabłonowski l'aile gauche[réf. nécessaire].
Sur le côté droit de l'armée sont positionnés 4 500 cavaliers germains dirigés par Louis-Guillaume de Bade-Bade et 4 500 autres cavaliers dirigés par Johann von Dünewald sont positionnés sur le côté gauche. Les forces ottomanes attaquent la première ligne impériale, sans succès, et sont encerclés par la cavalerie.
L'armée ottomane est défaite et perd 9 000 hommes dans la bataille qui s'ensuit.

## Conséquences
Après avoir vaincu les Ottomans à Párkány, les troupes impériales continuent leur avancée et défont les Ottomans plusieurs fois, finissant par contrôler l'intégralité des territoires ottomans en Hongrie. Kara Mustafa est exécuté pour avoir échoué dans la défense de ces territoires.

## Source
- (en) Cet article est partiellement ou en totalité issu de l’article de Wikipédia en anglais intitulé « Battle of Párkány » (voir la liste des auteurs).